# Clavesana
Clavesana là một đô thị tại tỉnh Cuneo trong vùng Piedmont của Italia, vị trí cách khoảng 70 km về phía nam của Torino và khoảng 30 km về phía đông bắc của Cuneo. Tại thời điểm ngày 31 tháng 12 năm 2004, đô thị này có dân số 845 người và diện tích 17,2 km².
Đô thị Clavesana có các frazioni (đơn vị cấp dưới, chủ yếu là các làng) Madonna delle Neve (vị trí của the town hall), Ghigliani, Sbaranzo, Surie, Costa Prà, Feia, Prato del Pozzo, Cravili, Ansaldi, Villero, Gorea, Chiecchi, San Pietro, San Bartolomeo, Gai, Gerinovà Tetti.
Clavesana giáp các đô thị: Bastia Mondovì, Belvedere Langhe, Carrù, Cigliè, Farigliano, Marsaglia, Murazzano và Rocca Cigliè.